# 卤代烷烃

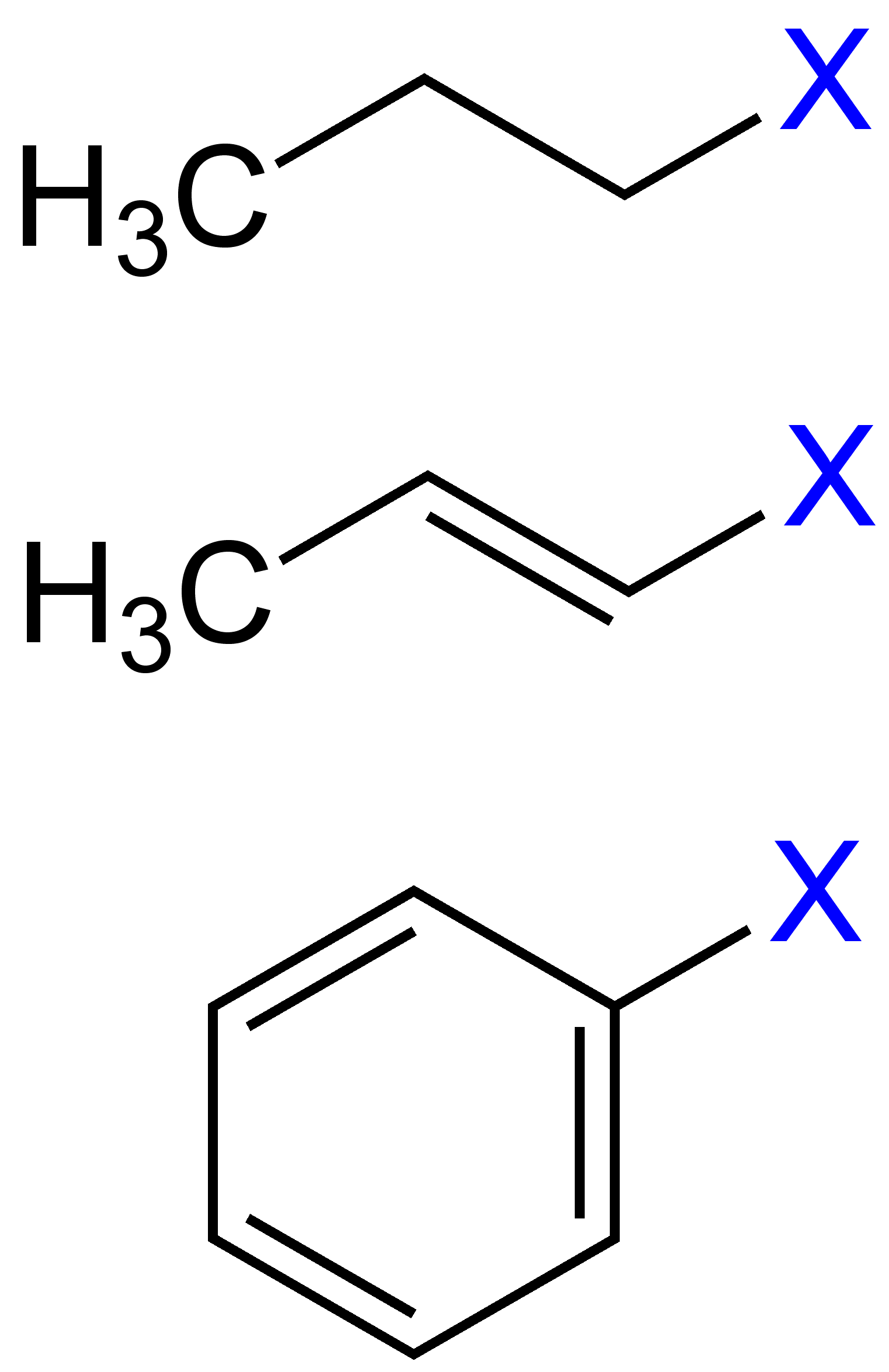
鹵烷、鹵烯和鹵代芳族的結構，藍色X表示鹵素原子。

卤代烷烃（英語： 或 alkyl halides），简称卤烷或卤代烷，是指烷烃分子中的一个或多个氢原子被卤素原子（氟、氯、溴、碘）取代的有机化合物，属于卤代烃。

## 简介
天然存在的卤代烃种类不多，大多数卤代烃属于合成产物。卤代烃一般用RX表示（X=F、Cl、Br、I），卤原子是卤代烃的官能团。卤代烃容易发生碳卤键异裂、卤素被取代的反应。可以作为灭火剂、制冷剂、气雾剂、干洗剂、溶剂等，用途广泛。某些卤代烷如氟氯碳化合物（氟利昂）也是大气污染的主要来源之一， 能导致臭氧层的破坏，增加地表面的紫外线辐射强度。

## 分类
从结构的角度来看，卤代烷可以分成一级卤代烷、二级卤代烷、三级卤代烷。一个连有卤素的碳原子与几个碳原子直接相连（又叫伯碳、仲碳、叔碳），就是几级卤代烷。例如，氯乙烷（CH3CH2Cl）是一级卤代烷。
从官能团的种类来看，卤代烷可以分成氟代烷、氯代烷、溴代烷、碘代烷。它们的分子中有对应的碳卤键。当然，有的分子中含有多种碳卤键。常常使用以下名称：氯氟烃（ClFCs）、氢氯氟烃（HClFCs）、氢氟烃（HFCs）。这些名称常用于对卤代烷的环境影响问题的探讨中。

## 名称

### IUPAC命名法（系统命名法）
将卤素原子视为官能团而作为前缀，并标明其位置。例如，C2H5Br称为溴乙烷（也可称1-溴乙烷），CCl4称为四氯甲烷（又名四氯化碳）。

### 俗名
许多卤代烷常用俗名命名，如三卤甲烷通称卤仿，它们已经被IUPAC认可。例如，CHCl3称为氯仿（三氯甲烷俗稱哥羅芳）。同时，又可以把烷基当作取代基，卤原子当作主体来命名，如甲基溴，叔丁基氯等。
为了不引起歧义，本文均使用系统命名法。

## 制备
卤代烃可由烃类和卤素或含卤化合物反应得到。醇和一些含卤化合物反应也能得到卤代烃。如：

## 反应
卤代烷具有极性，很容易与亲核试剂反应。其原因是卤代烷分子中，卤素原子由于电负性较大，带有部分负电荷，而与卤素相连的碳原子带有部分正电荷，导致其具有亲电性。

### 取代反应
卤代烷的取代反应通常是卤素成为离子离去，并生成卤化物。卤代烷的烃基部分形成碳正离子（R+），并与进攻试剂反应。一个很典型的例子是水解反应，通常使用氢氧化钠作为反应物。来自NaOH(aq)的OH-带一个负电荷，是亲核试剂。于是，具有孤对电子的氢氧根与碳成键，而碳卤键发生异裂生成卤素负离子，得到的产物为醇和卤化钠。假如所用亲核试剂为氨，可以得到胺。用伯胺或仲胺也分别可以得到仲胺和叔胺。
氯代烷和溴代烷和碘化物（通常用碘化钠）的反应（即芬克尔斯坦反应）生成的碘代烷反应性很好。
卤代烷也可以与许多负离子反应（如CN-、SCN-、N3-），卤原子分别被这些基团所取代。这些反应在合成中很有用，且成本较低。例如，生成的腈可以被水解为羧酸。而若想得到胺类，可以通过以下反应：
- 用氢化铝锂将腈还原为（伯）胺类化合物；
- 叠氮化合物与氢化铝锂或与膦反应（施陶丁格反应）；
- Gabriel 合成（用苯邻二甲酰亚胺钾盐（英语：Potassium phthalimide）与卤代烷反应后水解得到）和德尔宾反应（用乌洛托品与卤代烷反应后水解得到）。

卤代烷与碱反应，可以得到包括醇、胺、硫醇和硫醚等的一系列化合物。也可以与格氏试剂反应，得到镁盐，并增长碳链。

## 应用
卤代烷在有机合成中被广泛地用于形成碳正离子，在合成中起重大作用。
短链卤代烷（如二氯甲烷、三氯甲烷）常在工业上被用作非水溶剂。然而，由于其巨大的毒性和对环境的危害，卤代烷的使用受到限制较大。
因为氯氟烃相对毒性较小且蒸发热大，故常被用作制冷剂和推进剂。1985年联合国有关臭氧层保护的国际公约（保护臭氧层维也纳公约）签订后，氯氟烃的使用也受限制，取而代之的是氢氟烃的应用。

## 危害
作为一类烷基化试剂，卤代烷都是潜在的致癌物。这一大类化合物中反应性更强的成员通常会带来更大的风险，例如四氯甲烷。

## 引用
1. ↑  .   [2014-04-27]. （原始内容存档于2014-04-27）.
2. ↑  .   [2014-04-27]. （原始内容存档于2014-04-27）.
3. ↑  Weber, Lutz W. D.; Boll, Meinrad; Stampfl, Andreas. . Critical Reviews in Toxicology. 2003, 33 (2): 105–136. PMID 12708612. S2CID 435416. doi:10.1080/713611034.